# Acianthera sicula
Acianthera sicula é  uma espécie de orquídea (Orchidaceae) que existe no Equador e Bolívia. Pertence à secção Sicaria, subseção Sicaria do gênero Acianthera, caracterizado plantas decrescimento cespitoso, com caules secundários, também chamados ramicaules, tão ou mais longos que as folhas, com a secção superior triangular, mais largos junto a folha que na base, inflorescência subséssil com poucas ou muitas flores, segmentos florais frequentemente espessos, ou levemente pubescentes ou papilosos, em um grupo composto por plantas pouco fibrosas, mais ou menos suculentas e facilmente quebradiças, com ramicaule claramente alado cuja folha parece uma continuação do ramicaule, ou seja a o fim do ramicaule e começo da folhas não ficam claramente visíveis. Esta espécie distingue-se das demais ser a única com flores de pétalas elípticas cujo labelo tem lobos laterais arredondados, eretos, obtusos e coluna sem lobos apicais largos e arredondados.

## Publicação e sinônimos
- Acianthera sicula (Luer & R.Vásquez) Luer, Monogr. Syst. Bot. Missouri Bot. Gard. 95: 254 (2004).

Sinônimos homotípicos:
- Pleurothallis sicula Luer & R.Vásquez, Revista Soc. Boliv. Bot. 1(2): 17 (1997 publ. 1998).